# Chicago Bulls 1971-1972
La stagione 1971-72 dei Chicago Bulls fu la 6ª nella NBA per la franchigia.
I Chicago Bulls arrivarono secondi nella Midwest Division della Western Conference con un record di 57-25. Nei play-off persero la semifinale di conference con i Los Angeles Lakers (4-0).

## Roster
| N°   | Naz.                   | Ruolo | Sportivo       | Anno | Alt. | Peso |
| ---- | ---------------------- | ----- | -------------- | ---- | ---- | ---- |
| 2-23 | Stati Uniti (bandiera) | G     | Norm Van Lier  | 1947 | 185  | 78   |
| 4    | Stati Uniti (bandiera) | GA    | Jerry Sloan    | 1942 | 196  | 88   |
| 8    | Stati Uniti (bandiera) | G     | Bob Weiss      | 1942 | 188  | 82   |
| 10   | Stati Uniti (bandiera) | A     | Bob Love       | 1942 | 203  | 98   |
| 14   | Stati Uniti (bandiera) | C     | Clifford Ray   | 1949 | 206  | 104  |
| 18   | Stati Uniti (bandiera) | C     | Tom Boerwinkle | 1945 | 213  | 120  |
| 21   | Stati Uniti (bandiera) | G     | Jim King       | 1941 | 188  | 79   |
| 22   | Stati Uniti (bandiera) | G     | Jimmy Collins  | 1946 | 188  | 79   |
| 23   | Stati Uniti (bandiera) | A     | Jackie Dinkins | 1950 | 196  | 95   |
| 25   | Stati Uniti (bandiera) | GA    | Chet Walker    | 1940 | 198  | 96   |
| 31   | Stati Uniti (bandiera) | AC    | Jim Fox        | 1943 | 208  | 104  |
| 40   | Stati Uniti (bandiera) | A     | Kenny McIntosh | 1949 | 201  | 102  |
| 42   | Stati Uniti (bandiera) | AC    | Charlie Paulk  | 1946 | 203  | 99   |
| 54   | Stati Uniti (bandiera) | AC    | Howard Porter  | 1948 | 203  | 100  |

## Staff tecnico
- Allenatore: Dick Motta
- Vice-allenatore: Phil Johnson
- Preparatore atletico: Bob Biel